# Liste der Baudenkmale in Strelitz-Alt
Die historische Bausubstanz der 1931 als Stadtteil Strelitz-Alt nach Neustrelitz eingemeindeten Stadt Strelitz wurde 1945 durch Feuer stark zerstört. Auch das ehem. Rathaus und die ehem. Stadtkirche St. Marien fielen den Flammen zum Opfer. Diese Gebäude sind auf einem Serienschein der früheren Stadt Strelitz abgebildet. Einige Denkmale, meist abseits gelegen, blieben erhalten. Sie werden in der Denkmalliste des Landkreises Mecklenburgische Seenplatte geführt.
Die darauf aufbauende Liste der Baudenkmale in Strelitz-Alt soll, um Bildmaterialien und Informationen bereichert, zu den Denkmalen führen und Informationen über diese vermitteln. Die Baudenkmale der Stadt Neustrelitz und der übrigen Ortsteile sind in der Liste der Baudenkmale in Neustrelitz aufgeführt.

## Legende
In den Spalten befinden sich folgende Informationen:
- ID-Nr: Die Nummer wird von den Denkmalämtern der Landkreise vergeben. Wenn sie nicht bekannt ist, bleibt die Spalte leer. In dieser Spalte kann sich zusätzlich das Wort Wikidata befinden, der entsprechende Link führt zu Angaben zu diesem Denkmal bei Wikidata.
- Lage: die Adresse des Denkmales und die geographischen Koordinaten.
Link zu einem Kartenansichtstool, um Koordinaten zu setzen. In der Kartenansicht sind Denkmale ohne Koordinaten mit einem roten bzw. orangen Marker dargestellt und können in der Karte gesetzt werden. Denkmale ohne Bild sind mit einem blauen bzw. roten Marker gekennzeichnet, Denkmale mit Bild mit einem grünen bzw. orangen Marker.
- Bezeichnung: Bezeichnung, so wie sie in den offiziellen Listen der Denkmalämter steht. Ein Link hinter der Bezeichnung führt zum Wikipedia-Artikel über das Denkmal. Wenn die Bezeichnung der Denkmalämter inhaltlich fehlerhaft ist, ist in der Spalte „Beschreibung“ darauf hinzuweisen.
- Beschreibung: Beschreibung des Denkmales
- Bild: ein Bild des Denkmales und gegebenenfalls einen Link zu weiteren Fotos des Denkmals im Medienarchiv Wikimedia Commons

## Einzeldenkmale
| ID   | Lage                                       | Bezeichnung | Beschreibung | Bild                                               |
| ---- | ------------------------------------------ | --- | --- | -------------------------------------------------- |
| 361  | Am Bahnhof 394 (Karte)                     | Villa | | Villa                                              |
| 350  | Bahnhofstraße 21 (Karte)                   | ehem. Bahnhof mit Güterabfertigungsgebäude | Der Bahnhof ging 1877 an der Berliner Nordbahn in Betrieb. Ab 1886 entwickelte sich mit der Eröffnung der Bahnverbindung Neustrelitz-Rostock; der benachbarte Bahnhof Neustrelitz zum Knotenpunkt, der Bahnhof Strelitz Alt hatte nur lokale Bedeutung. Seit 1995 ist der Bahnhof geschlossen, der letzte Regionalzug hielt hier am 27. Mai 1995. | Weitere Bilder                                     |
| 351  | Bahnhofstraße (Karte)                      | Kriegerdenkmal 1870/71 | | Kriegerdenkmal 1870/71                             |
| 352  | (Karte)                                    | ehem. Kaiserliches Postamt | in der Deutschen Kaiserzeit: Kaiserliches Postamt; in der DDR: Neustrelitzer Postamt 5; 1990–1997: Filiale der Deutschen Post AG, nach Sanierung heute Bürogebäude. | ehem. Kaiserliches Postamt                         |
| 853  | Fürstenberger Str. 26 (Karte)              | Grundschule | 1891 erbaut; ehem. Mädchenschulhaus gestiftet v. Carl Sievert; bis 1990 Schulgebäude für die Unterstufe der 6. Polytechnischen Oberschule Neustrelitz; 1990–2000: Grundschule. | Grundschule                                        |
| 854  | Fürstenberger Str. 33 (Karte)              | Forsthof mit Stall und Hofpflaster | ehem. Forsthof, heute Wohnhaus | Forsthof mit Stall und Hofpflaster                 |
| 1261 | Fürstenseer Landstraße (Karte)             | ehem. Landesheilanstalt Domjüch mit * Gebäuden der ehem. Heilanstalt Nr. 3–10 * Schornstein Nr.2 * Trafo Nr.1 * Gedenkstein für die Landesheilanstalt * ehem. Friedhof * Grünanlage mit historischer Wegeführung, drei Alleen und Solitärbaumbepflanzung lt. Karten 1–4 | | Weitere Bilder                                     |
| 855  | Josef-Jakubowski-Str. 4 (Karte)            | Wohnhaus | | Wohnhaus                                           |
| 856  | Josef-Jakubowski-Str. 34/36 (Karte)        | Pfarrhaus | | Pfarrhaus                                          |
| 867  | Josef-Jakubowski-Str. 38 (Karte)           | Wohnhaus | ehem. Pfarrwitwenhaus; erste Erwähnung 1754 in einem Gutachten von Friedrich Wilhelm Buttel. | Wohnhaus                                           |
| 858  | (Karte)                                    | Gasthaus | ehem. Gasthaus „Stephanseck“ , heute Wohnhaus | Gasthaus                                           |
| 859  | Kalkhorstweg (Karte)                       | jüdischer Friedhof mit Mauer, Grabsteinen und Gedenkstätte | | Weitere Bilder                                     |
| 862  | Mühlenberg 7 (Karte)                       | Ruine der Windmühle | | Ruine der Windmühle                                |
| 863  | Carl-Meier-Str. 48 (Karte)                 | Friedhof mit Mauerresten, Glockenstuhl mit Eisenglocke, Baumbestand, Obelisk (C. Stammer), Grabstätte Bauschuldirektor H. Bennewitz, Grabstätte Familie Maass, Grabstätte Max Hittenkofer, Grabstätte Brunn                                                             | | Weitere Bilder                                     |
| 864  | Schulstraße 2 (Karte)                      | Wohnhaus mit Pavillon im Garten | | Wohnhaus mit Pavillon im Garten                    |
| 865  | Schulstraße (Karte)                        | Kirche und Volkspark von 1920 | | Kirche und Volkspark von 1920                      |
| 866  | Schulstraße (Karte)                        | Kriegerdenkmal | | Kriegerdenkmal                                     |
| 867  | Schulstraße 17 (Karte)                     | Feuerwehr | Gebäude von 1911 für die Freiwillige Feuerwehr (1863 gegr.). | Feuerwehr                                          |
| 869  | Anhöhe an der Fürstenberger Straße (Karte) | Wasserturm | 1907 erbaut. | Wasserturm                                         |
| 870  | Wilhelm-Stolte-Straße 1 (Karte)            | Gedenkstein Josef Jakubowski | Josef Jakubowski wurde 1926 aufgrund eines Justizirrtums im Strelitzer Gefängnis hingerichtet. Der Gedenkstein vor dem Verwaltungsgebäude des Gefängnisse wurde zu DDR-Zeiten aufgestellt. Er trägt neben Jakubowskis Lebensdaten die Inschrift: „Hier hingerichtet als Opfer der Klassenjustiz“.                                                 | Gedenkstein Josef Jakubowski                       |
| 871  | Wilhelm-Stolte-Straße 1 (Karte)            | Verwaltungsgebäude des Gefängnisses und Hafthaus I mit Anbau | | Weitere Bilder                                     |
| 868  | Wilhelm-Stolte-Str. 84 (Karte)             | ehem. Sportlerheim | 189 erbaut1, im Volksmund: „Schiefe Ebene“ oder „Die Schiefe“; 1891 als Turnhalle des 1864 gegr. Männerturnvereins errichtet; auch als Gaststätte, Tanzsaal, Kino und Schulsporthalle genutzt; ab 1998 saniert für Mehrfachnutzung; In früheren Listen unter der Adresse Sievertstraße 1 geführt.                                                 | ehem. Sportlerheim                                 |
| 872  | Wilhelm-Stolte-Straße 86/88/90 (Karte)     | ehem. Ingenieurschule mit Wasserturm und Lagerhaus | 1893 erbaut. | ehem. Ingenieurschule mit Wasserturm und Lagerhaus |
| 873  | Wilhelm-Stolte-Str. 94 (Karte)             | Wohnhaus | | Wohnhaus                                           |
| 874  | Wilhelm-Stolte-Str. 99 (Karte)             | Wohn- und Geschäftshaus | | Wohn- und Geschäftshaus                            |
| 875  | Wilhelm-Stolte-Str. 101/103 (Karte)        | Wohnhaus | | Wohnhaus                                           |

## Ehemalige Baudenkmale
| ID | Lage                            | Bezeichnung            | Beschreibung | Bild |
| -- | ------------------------------- | ---------------------- | ------------ | ---- |
|    |                                 | ehem. Kachelofenfabrik |              |      |
|    | Kleiner Spiegelberg 391 (Karte) | Villa                  |              |      |

## Quelle
- Denkmallisten (laufend aktualisiert) des Landkreises Mecklenburgische Seenplatte